# 莱科斯特
莱科斯特（法語：Les Costes）是法国上阿尔卑斯省的一个市镇，属于加普区（Gap）。该市镇的总面积为8.78平方公里，2009年时的人口为178人。

## 人口
莱科斯特人口变化图示
| 数据来源：INSEE |